# 黑尾塍鹬
黑尾塍鹬（学名：Limosa limosa）又名黑尾塍鷸，为鹬科塍鹬属的鸟类。是一種大型、長腿、長喙的涉禽，最早由卡爾·林奈於1758年描述。共有四個亞種，所有亞種在繁殖期擁有橙色的頭部、頸部和胸部羽毛，冬季則呈現暗灰棕色，並在任何時候都顯示出獨特的黑白翼斑。
其繁殖範圍從冰島延伸到歐洲及中亞地區。黑尾鷸在（北半球）冬季遷徙至印度次大陸、澳大利亞、新西蘭、西歐和西非等多樣化地區。該物種在沼澤、湖邊、潮濕草地、荒原和泥炭地繁殖，而在（北半球）冬季則使用河口、沼澤和洪水區；相比類似的斑尾鷸，它更可能出現在內陸和淡水區域。全球黑尾鷸的估計數量為634,000至805,000隻，並被列為近危物種。黑尾鷸是荷蘭的國鳥。
该物种的模式产地在瑞典。

## 分類學
黑尾鷸由瑞典博物學家卡爾·林奈於1758年在其《自然系統第十版》中物種描述，命名為Scolopax limosa. 現在它與其他三種鷸被歸入由法國動物學家馬蒂蘭·雅克·布里松於1760年創立的塍鷸屬（Limosa）. 名稱Limosa來自拉丁語，意思是“泥濘的”，來自limus，即“泥”。 英文名稱“godwit”首次記錄於大約1416-17年間，据信模仿了該鳥的叫聲。

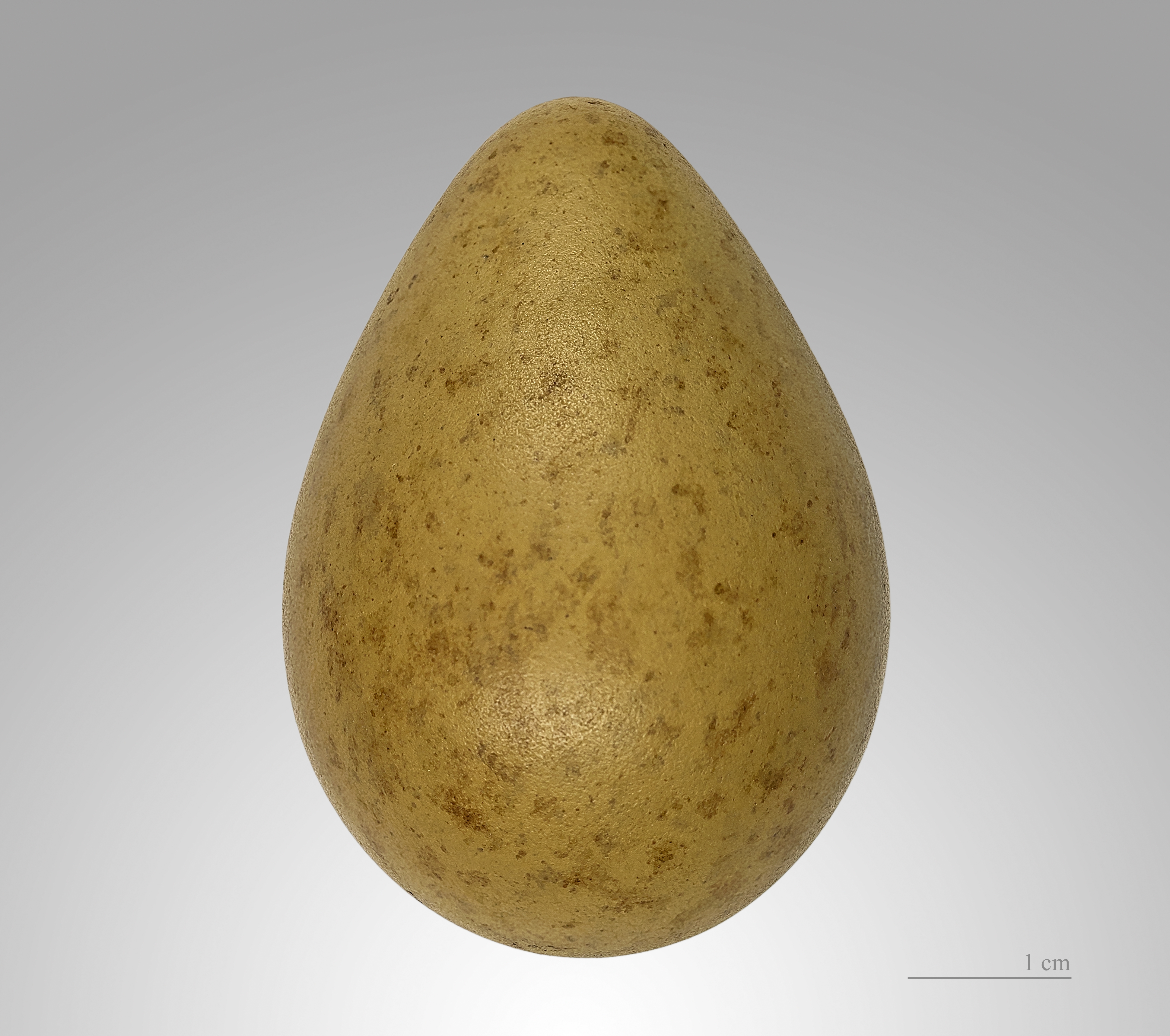
Limosa limosa

共認可四個亞種：
- L. l. islandica – Brehm, 1831：冰島黑尾鷸，主要在冰島繁殖，但也在法羅群島、設得蘭群島和羅弗敦群島繁殖。其喙較短，腿較短，並且相比於limosa，其紅褐色更擴展至腹部。[8]
- L. l. limosa – （Linnaeus, 1758）：歐洲黑尾鷸，繁殖範圍從西歐和中歐到中亞及亞洲俄羅斯，遠至葉尼塞河。[9] 其頭部、頸部和胸部呈淡橙色。[8]
- L. l. melanuroides – Gould, 1846：亞洲黑尾鷸，繁殖於蒙古、北中國、西伯利亞和俄羅斯遠東地區。[9] 其羽毛類似於islandica，但明顯較小。[8]在中国大陆，分布于华北和华南等地。该物种的模式产地在澳大利亚。[10]
- L. l. bohaii – Zhu, Piersma, Verkuil & Conklin, 2020:[11] 推測在俄羅斯遠東繁殖；不繁殖期則出現在中國東北、香港、越南、馬來西亞半島。

## 描述

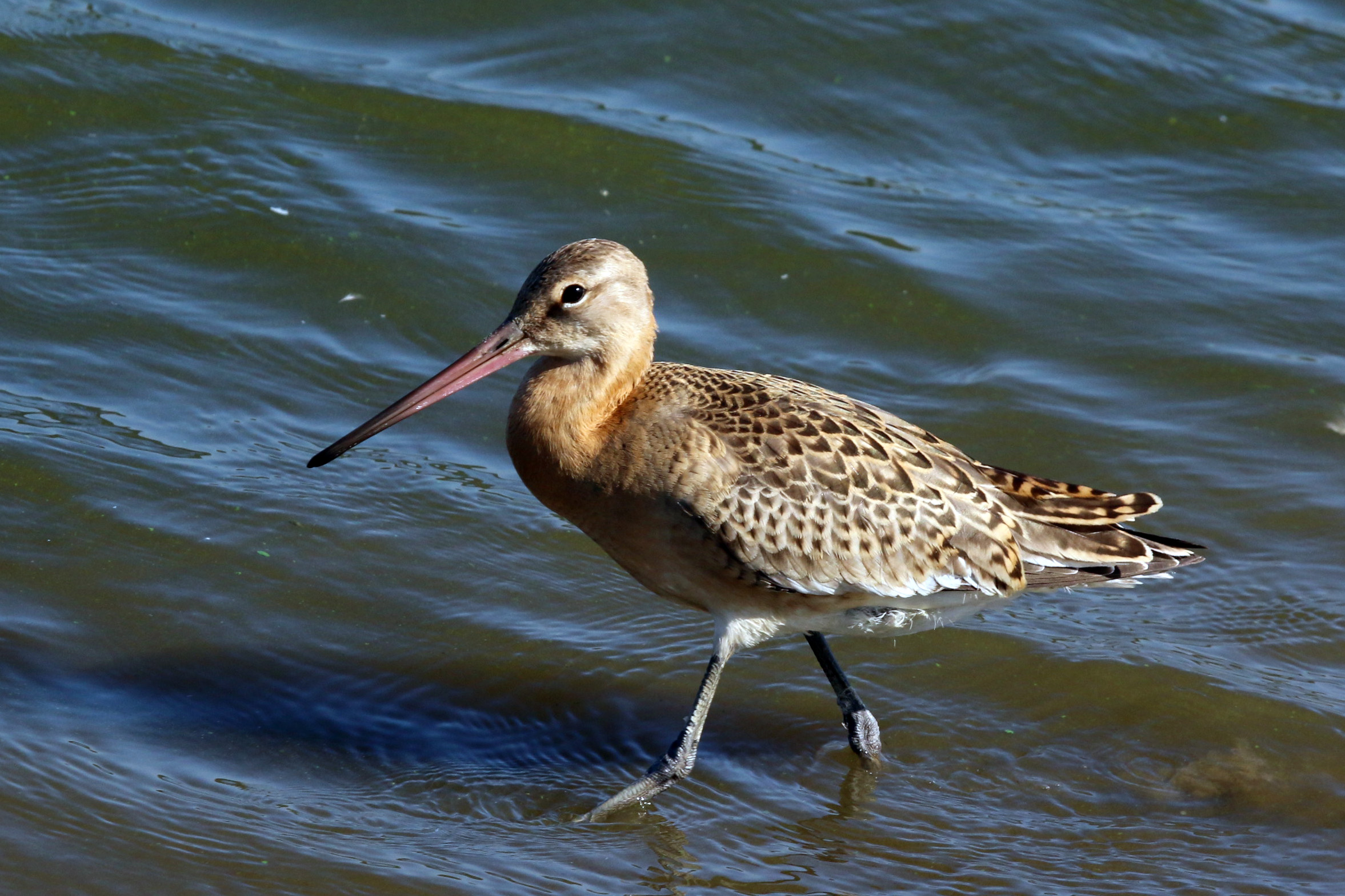
亞成鳥（粉紅色喙）

黑尾鷸是一種大型涉禽，擁有長喙（長達7.5至12 cm（3.0至4.7英寸））、長頸和長腿。繁殖季節時，其喙基部呈黃橙色或橙粉色，尖端為黑色；冬季基部呈粉紅色。其腿為深灰色、棕色或黑色。雌雄相似，但在繁殖羽上，雄鳥的橙色胸部、頸部和頭部更為鮮艷且範圍更大。冬季，成年黑尾鷸的胸部和上部羽毛呈統一的棕灰色（與斑尾鷸的條紋背部形成對比）。幼鳥的頸部和胸部呈現淡橙色。
飛行中，其鮮明的黑白翼斑和白色臀部易於辨認。當在地面上時，雖然很難與類似的斑尾鷸區分開來，但黑尾鷸較長且較直的喙和較長的腿是其明顯特徵。 黑尾鷸的體型和形狀類似於斑尾鷸，但站立時顯得更高。
它從喙到尾的總長度為42 cm（17英寸），翼展為70—82 cm（28—32英寸）。 雄鳥重量約為280 g（9.9 oz），雌鳥則為340 g（12 oz）。 雌鳥比雄鳥大約5％，喙比雄鳥長12-15％。
最常見的叫聲是一種刺耳的weeka weeka weeka。
荷蘭的一項黑尾鷸研究發現，第一年死亡率為37.6％，第二年為32％，之後為36.9％。

## 分佈與棲地
黑尾鷸的繁殖範圍不連續，從冰島延伸到俄羅斯的遠東地區。 其繁殖棲地包括河谷的沼澤地、大型湖泊邊緣的洪水區、潮濕的草原、泥炭沼澤和荒原。歐洲的黑尾鷸現在在次要棲地繁殖，例如低地濕草地、沿海放牧沼澤、牧場、魚塘或污水處理廠附近的濕地，以及鹽鹼潟湖。在荷蘭和德國，繁殖也可以在甜菜、馬鈴薯和黑麥田中進行。
春季，黑尾鷸主要在草地上覓食，繁殖後和冬季則轉移到泥濘的河口。 在非洲的冬季棲地，沼澤、洪水區和灌溉的稻田可以吸引大量的鳥群。在印度，內陸的水池、湖泊和沼澤是它們的主要棲地，偶爾也會出現在鹹水湖、潮汐小溪和河口。
來自冰島種群的黑尾鷸主要在英國、愛爾蘭、法國和荷蘭過冬，但有些會飛往西班牙、葡萄牙，甚至可能到摩洛哥。 來自西歐亞種的鳥飛往摩洛哥，然後再飛往塞內加爾和幾內亞比紹。來自東歐種群的鳥遷徙到突尼西亞和阿爾及利亞，然後再飛往馬利或查德。 歐洲種群中的幼鳥在第一次過冬後會留在非洲，直到兩歲時才返回歐洲。 亞洲的黑尾鷸在澳大利亞、台灣、菲律賓、印尼和巴布亞新幾內亞過冬。

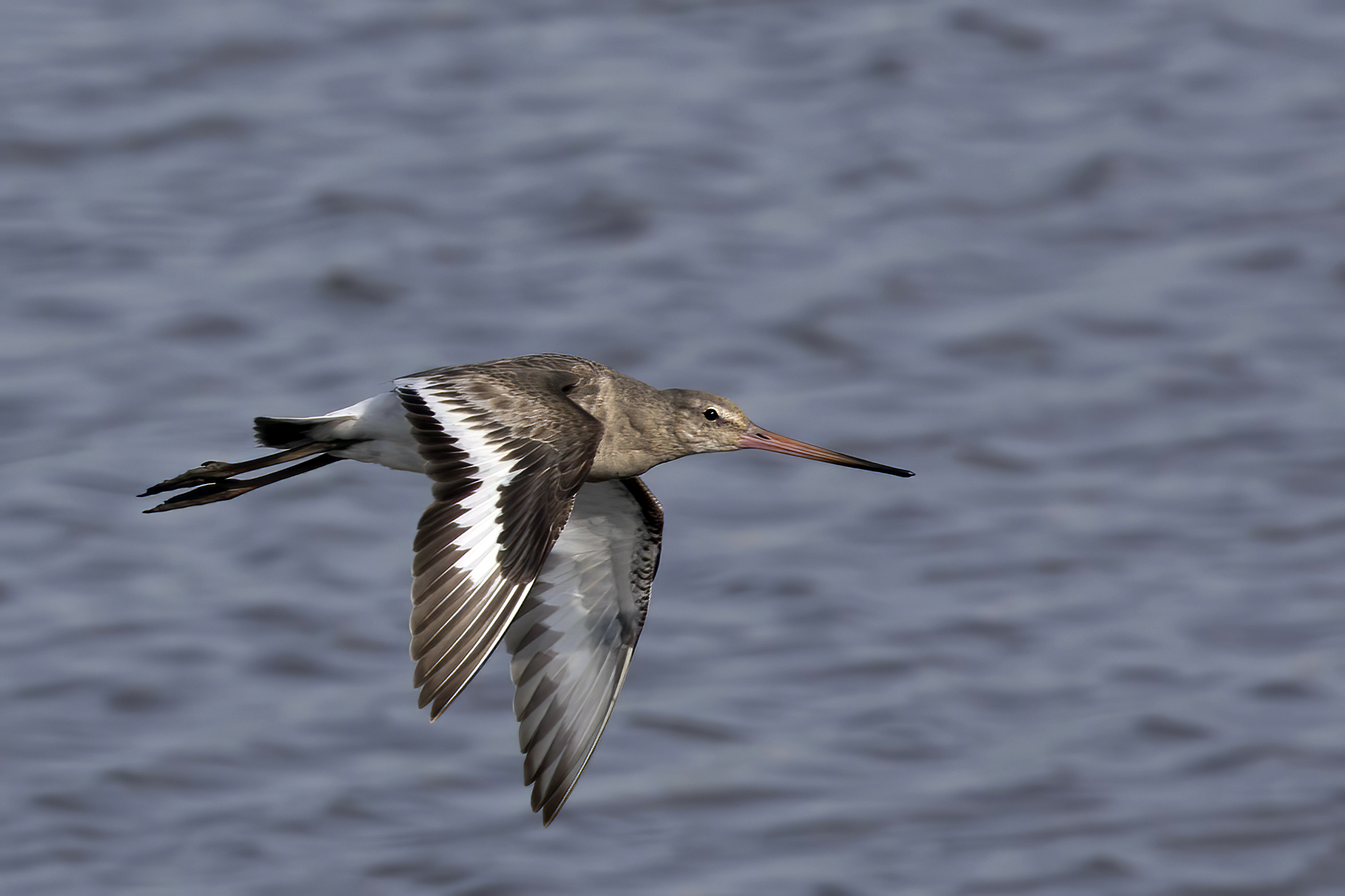
飛行中

黑尾鷸比更偏海岸的斑尾鷸更有可能出現在內陸濕地。牠們成群遷徙到西歐、非洲、南亞和澳大利亞。雖然這種鳥類全年都出現在愛爾蘭和英國，但並非同一批鳥。繁殖鳥在秋季離開，但冬季由較大的冰島種群取代。這些鳥有時會出現在阿留申群島，偶爾也會出現在北美洲大西洋沿岸。

## 行為

### 繁殖

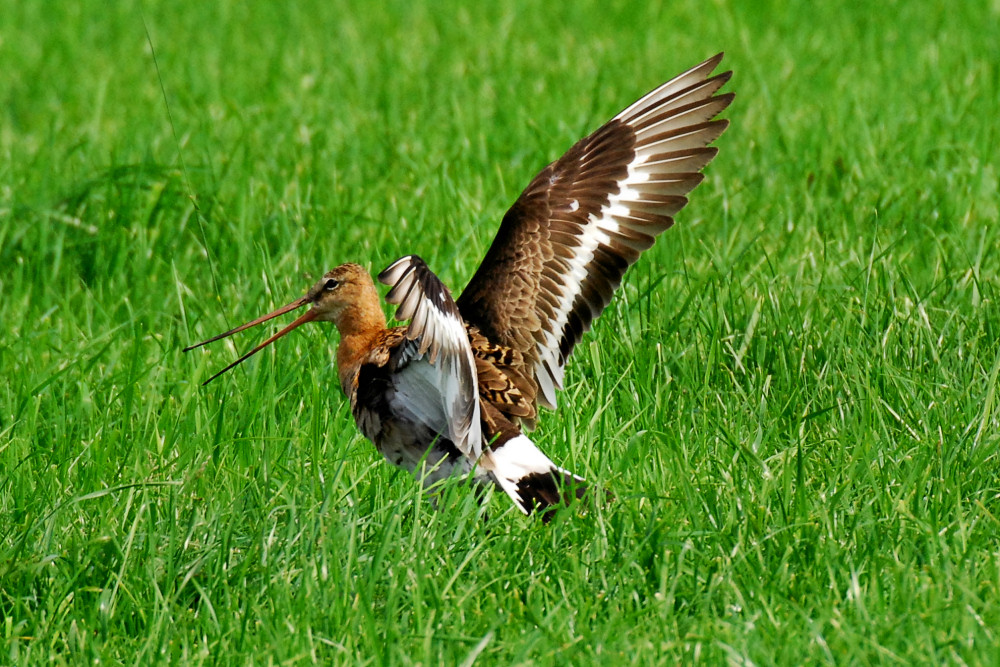
正在展示的黑尾鷸

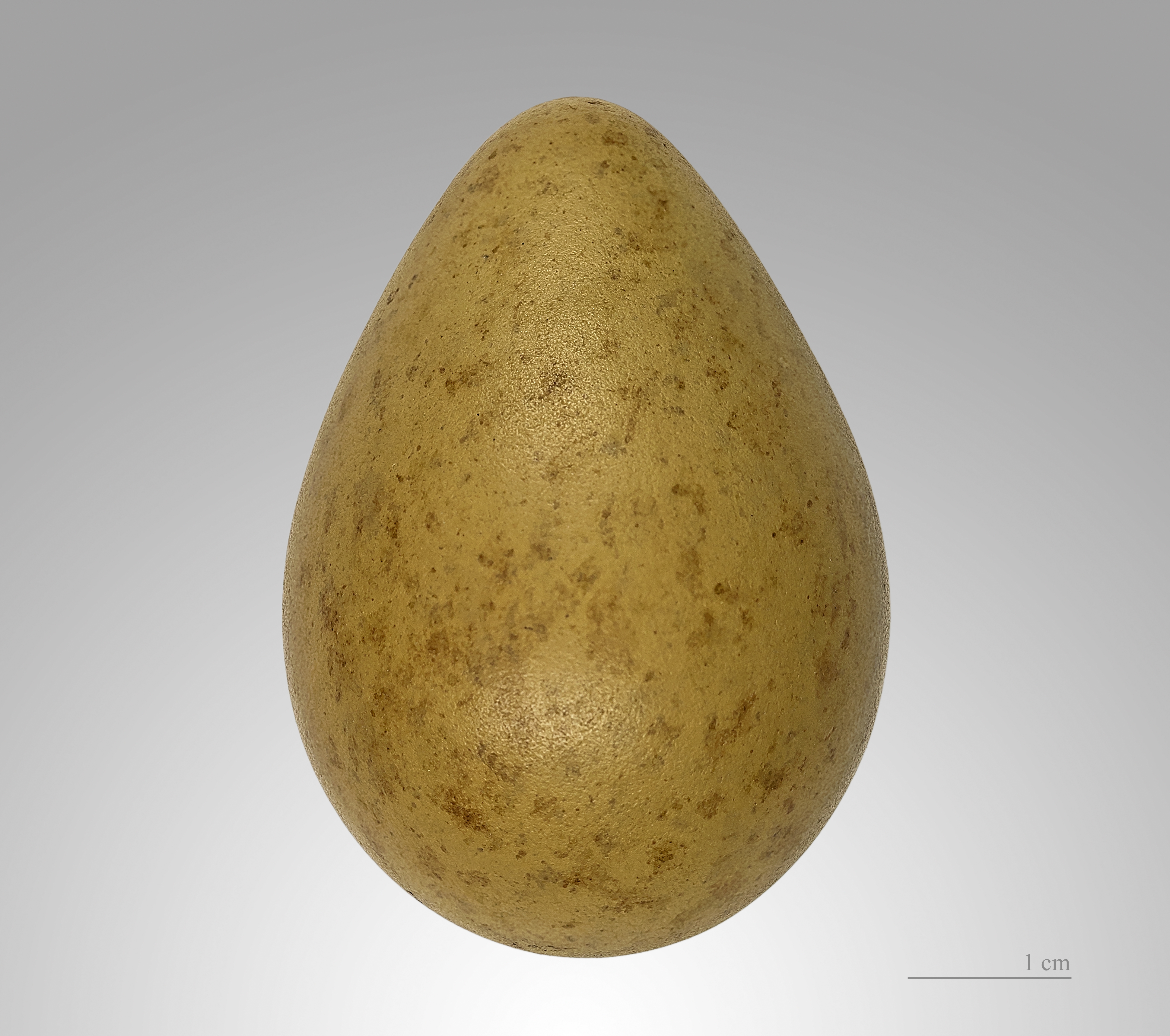
Limosa limosa - 土魯斯博物館

黑尾鷸大多是單配偶制；雖然在一項四年的研究中，對50-60對的觀察中未記錄到重婚情況，但認為「重婚可能很常見」。 一項對冰島種群的研究顯示，儘管冬季分開生活，繁殖期的配對在繁殖地相聚的平均時間相差不過三天。如果其中一方未能準時到達，則會發生“離婚”。 它們以鬆散的群落形式築巢。未配對的雄鳥會捍衛一個臨時領地，並進行展示飛行以吸引配偶。在求偶領地之外會挖掘多個淺窩，並防止其他黑尾鷸接近。一旦產卵，會捍衛窩巢周圍約30—50米（98—164英尺）的區域。 窩巢是一個地面上的淺窩，通常位於短草植被中。 覆巢的親鳥可能會用植被隱藏卵。
每窩產三至六顆蛋，顏色從橄欖綠到深棕色不等，每顆蛋的大小為55 mm × 37 mm（2.2英寸 × 1.5英寸），重39 g（1.4 oz）（其中6%是蛋殼）。 孵化期為22至24天，由雙親共同完成。雛鳥有絨毛，且為早熟性，在雛鳥還小及夜間天氣較冷時會受到親鳥保護。孵化後，它們會被帶離窩巢，並可能移動到污水處理廠、湖邊、沼澤和泥灘等棲地。 雛鳥在25至30天後長出飛羽。
黑尾鷸的繁殖成功率與春季氣溫呈正相關。然而，在極端事件（如火山噴發）期間，可能會發生完全的繁殖失敗。

### 食物與覓食
牠們主要以無脊椎動物為食，但在冬季和遷徙過程中也會食用水生植物。在繁殖季節，獵物包括甲蟲、蒼蠅、蝗蟲、蜻蜓、蜉蝣、毛毛蟲、環節動物的蠕蟲以及軟體動物。偶爾也會食用魚卵、蛙卵和蝌蚪。在水中，最常見的覓食方式是積極探測，一分鐘內可探測多達36次，且常常會把頭完全浸入水中。在陸地上，黑尾鷸會深入軟地探測，也會從地表挑選獵物。

## 與人類的關係
在歐洲，黑尾鷸只在法國被獵殺，每年被殺死的數量估計在6,000到8,000隻之間。這給西歐的種群增加了額外的壓力，歐洲委員會已經在其成員國中為這個物種制定了管理計劃。 在英格蘭，黑尾鷸以前被視為珍貴的美食。 托馬斯·布朗爵士（1605–1682）曾說："黑尾鷸被認為是英格蘭最美味的菜餚，而且我認為，就其分量而言，價格也是最高的。" 以前的名稱包括Blackwit， Whelp, Yarwhelp, Shrieker, Barker 和Jadreka Snipe。 在冰島語中，這種鳥的名稱是Jaðrakan。

## 狀態
全球估計有63.4萬到80.5萬隻黑尾鷸，估計分佈範圍為7,180,000平方（2,770,000平方英里）。 2006年，國際鳥盟將這個物種列為近危，因為在過去15年中，其數量下降了約25%。 這也是非歐亞遷移性水鳥協定（AEWA）適用的物種之一。 在2024年，L. limosa被列為澳大利亞環境保護與生物多樣性保護法1999下的瀕危物種。